# Апситис, Александр Микелевич (радиоинженер)
Александр Микелевич Апситис (латыш. Aleksandrs Apsītis; 1907—1988) — латвийский радиотехник, инженер, изобретатель, предприниматель, основатель и директор завода Radiotehnika RRR.

## Биография

### Ранние годы
Александр Апситис родился 20 октября 1907 года в Риге, в рабочей семье. С 1923 по 1930 год учился в Рижском городском ремесленном училище и вечернем техникуме. С 16 лет также работал в Рижской телефонной сети, где освоил специальности ремонтника телефонного оборудования, а затем дежурного кросса дальней связи. В 1928 году в свободное время в мастерской с названием «Jauda» по заказу Министерства внутренних дел для радиофикации постов пограничной охраны изготовил около 200 регенеративных трёхламповых батарейных радиоприёмников.

### Сотрудничество с А. Лейбовицем
В 1930 году Абрам Лейбовиц пригласил его на работу в свою фирму Foto-radio centrāle A. Leibovic. В 1931-м Апситис в мастерских компании Лейбовица на улице К. Барона сконструировал двухламповый сетевой приёмник «Rīgafons», который был запущен в серию. В течение года три человека, работавшие на предприятии, изготовили около 1000 приёмников и принесли компании около 100 тысяч латов прибыли. За «Rīgafons» последовали «Eiropafons» и «Kosmafons».

### A. Apsītis un F. Žukovskis
В 1932 году между Апситисом и Лейбовицем возникли серьёзные разногласия, и Александр Микелевич был вынужден покинуть предприятие. По предложению представителя немецкой компании Siemens в Латвии Яниса Ламстерса он организовал собственную фирму, на что Ламстерс выделил ему 4000 латов из личных средств. В 1933-м вместе с другим бывшим коллегой по фирме Лейбовица Апситис основал радиопредприятие под названием «Открытое общество А. Апситис и Ф. Жуковскис» (A. Apsītis un F. Žukovskis). Францис Жуковскис показал себя неплохим коммерсантом. Друзья установили контакты с немецким концерном Telefunken, работая по его лицензиям и на немецких деталях. В 1934 году Апситис разработал трёхламповый приёмник «Tonmeistars» и изготовил множество деталей для приёмников в мастерской на улице Дарза, 16. Годовой объём производства составил 2500—3000 приёмников.
Однако немцы передали своим латвийским партнёрам лишь ограниченные права: например, они не разрешили Апситису развернуть производство более современных и качественных супергетеродинных приёмников. Тем не менее, ознакомившись с их производством в Чехословакии, Апситис разработал собственную конструкцию — Т-420. В 1935 году его общество изготавливало только этот аппарат, поскольку небольшая производственная площадь не позволяла выпускать одновременно несколько моделей. Визитной карточкой фабрики было качество, продукция продавалась по предварительным заказам, причём в листе ожидания насчитывалось до 200 претендентов.
Предприятие Апситиса и Жуковскиса размещалось в центре Риги, на улице Калькю, 3, где находился и магазин. Позже производство переехало в Задвинье, на улицу Дарза, 16. Апситис не копировал зарубежные образцы аппаратуры, а конструировал свои, приспособленные к местным возможностям. Впоследствии это помогло в послевоенные годы быстро развернуть в Риге производство оригинальных радиоприёмников.
До 1940 года фабрика А. Апситиса произвела 13 видов приёмников различных конструкций: TU-34, «Tonmeistars», «Koncertsupers» и др. На предприятии работало 70 человек.

### В годы войны
После присоединения Латвии к СССР в 1940 году фабрика Апситиса была национализирована и получила название Radioteсhnika, а Александр Микелевич был назначен её директором. Во время немецкой оккупации Латвии в 1941-м она была объединена с бывшим заводом А. Лейбовица. Образовавшееся радиопредприятие стало филиалом концерна Telefunken и получило название Telefunken Gerätewerk Riga. Александр Апситис был назначен техническим руководителем.
В 1944 году немцы поняли, что в Прибалтике им долго не продержаться. В связи с этим Апситису было дано указание тщательно упаковать всё оборудование для отправки в Германию. Однако Александр Микелевич вместе со своими подчинёнными, рискуя жизнью, упаковал в ящики камни, металлолом и разный другой хлам, а оборудование надёжно спрятал в подвалах. Впоследствии это позволило в короткие сроки возобновить работу предприятия.
В ноябре 1944 года Апситиса восстановили на должности директора фабрики Radioteсhnika, которая производила радиовещательные репродукторы, изготовляла усилители и оборудование для рижского радио.

### В послевоенное время
В 1945 году начался выпуск радиоприёмника Т-689, а в 1947-м — Т-755. Позже был разработан и запущен в производство батарейный радиоприёмник Б-912, а также оборудование для проводного радиовещания. Приёмники «Rīga-6», «Rīga-10» и «Festivāls» изготовлялись на экспорт. Однако в 1949 году Апситис по доносу был понижен в должности до главного инженера, а в 1952-м — арестован «за дефект» при производстве радиоприёмников и приговорён к 8 годам лишения свободы. После смерти И. В. Сталина в 1953 году Апситиса освободили, но на свой завод он больше не вернулся. Работал в рижском «горпромторге» радио- и телемастером, затем, до 1956 года, — заведующим сектором института физики Академии наук Латвийской ССР, после чего — главным специалистом во вновь созданном Комитете по науке и технике Латвийской ССР.
В 1958 году в связи с ухудшением здоровья А. Апситису предоставили 2-ю группу инвалидности. Он переехал в Рауну, где выращивал деревья редких пород, работал в местном колхозе и ремонтировал электрические насосы. Умер в Рауне 1 сентября 1988 года, в возрасте 80 лет. Похоронен на местном кладбище.